# Enoplometopus
Super-famille
Famille
Genre
Synonymes
- Hoplometopus Holthuis, 1983

Enoplometopus est un genre de crustacés de l'ordre des décapodes, le seul accepté de la famille des Enoplometopidae, et de la super-famille des Enoplometopoidea.

## Liste desespèces
Selon World Register of Marine Species (2 septembre 2015) :
- Enoplometopus antillensis Lütken, 1865
- Enoplometopus callistus Intès & Le Loeuff, 1970
- Enoplometopus chacei Kensley & Child, 1986
- Enoplometopus crosnieri Chan & Yu, 1998
- Enoplometopus daumi Holthuis, 1983
- Enoplometopus debelius Holthuis, 1983
- Enoplometopus gracilipes (Saint Laurent, 1988)
- Enoplometopus holthuisi Gordon, 1968
- Enoplometopus macrodontus Chan & Ng, 2008
- Enoplometopus occidentalis (Randall, 1840)
- Enoplometopus pictus A. Milne-Edwards, 1862
- Enoplometopus voigtmanni Türkay, 1989

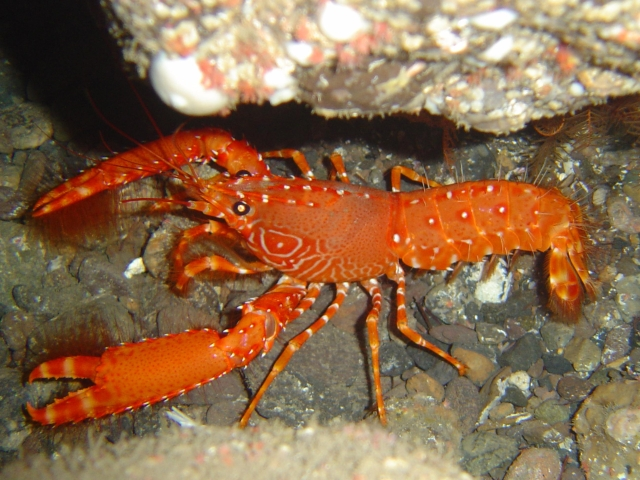
Enoplometopus antillensis
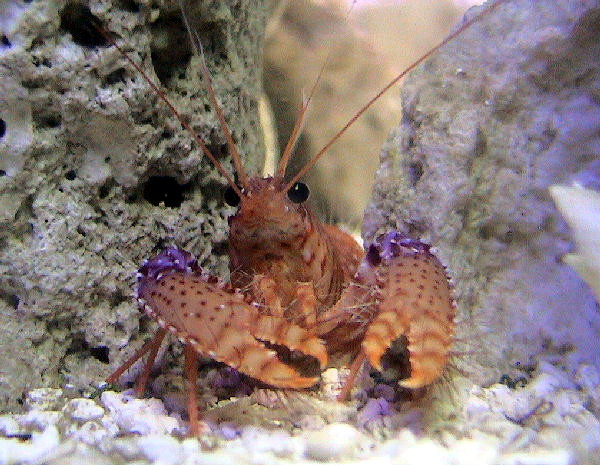
Enoplometopus daumi
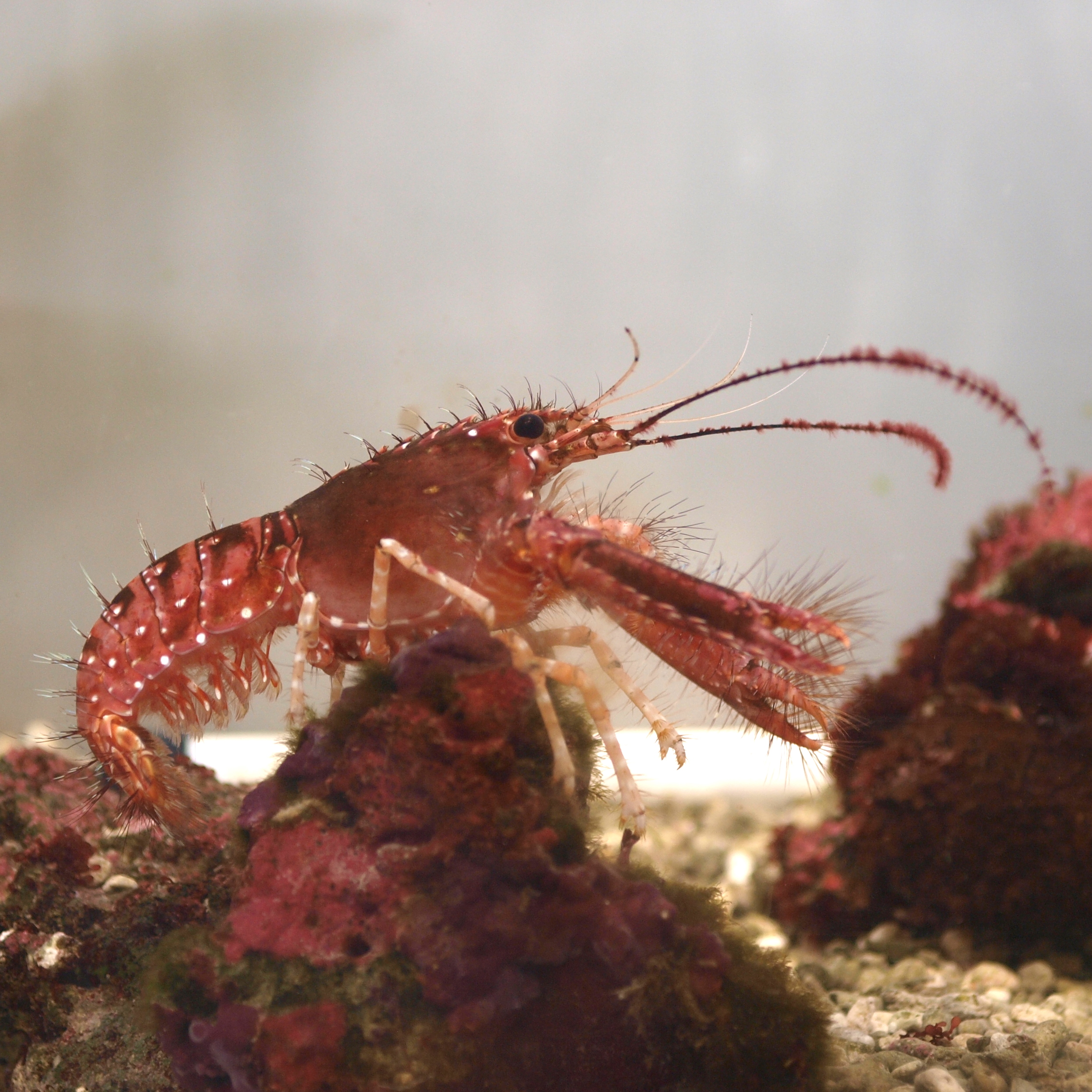
Enoplometopus occidentalis